# 俄羅斯的彼得·尼古拉耶維奇大公
彼得·尼古拉耶維奇大公（俄語：Великий князь Пётр Николаевич，1864年1月10日—1931年1月17日），俄羅斯大公，沙皇尼古拉一世的孫子。
彼得相當沉迷於神秘學，曾把一些有關人物帶進宮廷，包含著名的拉斯普京。1917年俄國革命後，彼得流亡法國，並在當地去世，享年67歲。

## 家庭
1889年，彼得與蒙特內哥羅親王尼古拉一世的次女米莉察結婚，兩人共有1子3女：
- 瑪麗娜·彼得羅芙娜（1892年—1981年）
- 羅曼·彼得羅維奇（1896年—1978年）
- 娜潔日達·彼得羅芙娜（1898年—1988年）
- 索菲亞·彼得羅芙娜（1898年—1898年），夭折